# 西口敏宏
西口 敏宏（にしぐち としひろ、1952年9月18日 - ）は、日本の経営学者。専門は組織間関係論。現在、一橋大学イノベーション研究センター教授を経て、一橋大学名誉教授、武蔵大学客員教授。日経・経済図書文化賞、米国シンゴウ製造業研究優秀賞（2回）、アメリカ図書館協会『チョイス』誌最優秀学術書賞受賞、中小企業研究奨励賞、日本ベンチャー学会賞、他受賞。

## 略歴
- 1977年 早稲田大学政治経済学部政治学科卒業
- 1981年 ロンドン大学インペリアル・カレッジ・ロンドンよりM.Sc.（産業社会学）
- 1986年 マサチューセッツ工科大学 国際自動車プログラム常勤研究員～1989年）
- 1990年 オックスフォード大学 よりD.Phil.（社会学）
- 1990年 インシアード常勤ポスト・ドクトラル・フェロー
- 1991年 ペンシルベニア大学 ウォートン・スクール経営学部助教授
- 1994年 一橋大学商学部附属産業経営研究施設助教授
- 1995年 日経・経済図書文化賞[1]、米国シンゴウ製造業研究優秀賞、アメリカ図書館協会『チョイス』誌最優秀学術書賞受賞[2]
- 1997年 一橋大学イノベーション研究センター 教授 (～2016年3月）、シンゴウ賞受賞
- 1999年 日本ベンチャー学会理事（～2006年）
- 2000年 国際ビジネス研究学会理事（～2015年）
- 2001年夏 ケンブリッジ大学 ジャッジ経営大学院客員研究員
- 2002年夏 メリーランド大学 公共政策大学院客員上級研究員
- 2003年夏 同上
- 2003年11月 防衛庁契約本部より、防衛調達改革の貢献と功績により個人表彰
- 2004年秋 マサチューセッツ工科大学 国際研究センター客員研究員
- 2005年夏 同上
- 2007年 （財）防衛調達基盤整備協会 非常勤理事（～2012年）
- 2008年 財務省財務総合政策研究所 特別研究官
- 2012年 マサチューセッツ工科大学スローンスクール フルブライト客員研究員（～2013年）
- 2016年4月　一橋大学 名誉教授・一橋大学イノベーション研究センター 特任教授（〜2018年）
- 2016年 オックスフォード大学 日産日本研究所客員研究員、中小企業研究奨励賞受賞[3]
- 2017年 日本ベンチャー学会清成忠男賞・書籍部門受賞[4]
- 2018年 武蔵大学客員教授

## 著書・編著
- 『コミュニティー・キャピタル論　――近江商人、温州企業、トヨタ、長期繁栄の秘密』　光文社新書2017年12月334頁（筆頭著者, 辻田素子と共著)
- 『コミュニティー・キャピタル』（共著、有斐閣、2016年、中小企業研究奨励賞本賞、日本ベンチャー学会清成忠男賞）
- 『遠距離交際と近所づきあい』（NTT出版、2007年)
- 『中小企業ネットワーク』(編著、有斐閣、2003年)
- 『戦略的アウトソーシングの進化』（東京大学出版会、2000年)
- 『場のダイナミズムと企業』（共編著、東洋経済新報社、2000年)
- Strategic Industrial Sourcing (Oxford University Press、1994、米国シンゴウ製造業研究優秀賞・米国図書館協会『チョイス』誌最優秀学術書賞・日経経済図書文化賞)